# Kuwait Airways
Kuwait Airways (Árabe: الخطوط الجوية الكويتية) es la aerolínea nacional del Emirato de Kuwait. Tiene su sede en Ciudad Kuwait y está totalmente controlada por el Gobierno kuwaití. Opera vuelos regulares internacionales en Oriente Medio, Europa, el Lejano Oriente y Norteamérica. Su aeropuerto de referencia es el Aeropuerto Internacional de Kuwait. Kuwait Airways es miembro de la Organización Árabe de Transportistas Aéreos.

## Historia
En febrero de 1953 dos empresarios kuwaitíes se plantearon la idea de formar una aerolínea nacional. Apenas un año después, el 16 de marzo de 1954, comenzaron las operaciones de Kuwait National Airways. El nombre actual data de 1958, coincidiendo el cambio con un proceso de renovación de la flota. En los años 70 la aerolínea amplió su red de destinos a diferentes aeropuertos de Oriente Medio.
Los planes de futuro de la compañía se vieron notablemente afectados por el estallido de la Guerra del Golfo y la posterior invasión iraquí del país, etapa durante la cual el control de las operaciones fue transferido a Baréin. Pese a todo, la aerolínea fue capaz de mantener el servicio Bombay-Baréin-El Cairo-Londres con un Boeing 727 repintado. Una vez finalizada la guerra la compañía inició una renovación de la flota. En 2005, Kuwait Airways firmó un acuerdo con Sabre Airline Solutions para obtener asesoramiento sobre planificación de vuelos y optimización de personal.
Pese a ser la primera aerolínea creada por un estado árabe del Golfo Pérsico, actualmente le resulta muy difícil competir con las nuevas compañías vecinas como Qatar Airways o Emirates.
A fecha de marzo de 2007 la aerolínea contaba con 3.735 empleados.
A las 02:50 del 28 de septiembre de 2006 Kuwait Airways operó el último vuelo regular que despegó del viejo Aeropuerto Internacional Don Mueang de Bangkok. En realidad, un vuelo de Qantas que estaba inicialmente programado para las 18:00 del día anterior abandonó el Aeropuerto 10 minutos después por culpa de los retrasos. El avión fue un A-340-313X que despegó de la pista 21 Derecha a las 03:00 en punto, hora oficial de clausura del Don Mueang.

### Secuestros en los 80
Durante la Guerra Irán-Irak, Kuwait Airways fue objeto de dos secuestros:
- El primero tuvo lugar en 1984, cuando dos terroristas libaneses armados desviaron un vuelo a Teherán. Las negociaciones duraron seis días pero finalmente las Fuerzas de Seguridad iraníes consiguieron infiltrar a varios agentes disfrazados para reducir a los secuestradores.
- En 1988 un Boeing de Kuwait Airways que realizaba el trayecto Kuwait-Bangkok fue secuestrado y desviado a Argel. El secuestro duró 16 días y resultó con la muerte de dos militares kuwaitíes, uno de ellos un oficial de la Marina miembro de la Familia Real Kuwaití. Las autoridades argelinas permitieron a los secuestradores escaparse a cambio de liberar al resto del pasaje, unas 110 personas.

## Flota

### Flota Actual
A fecha de mayo de 2023, la flota de Kuwait Airways se componía de las siguientes aeronaves, con una edad media de 5.5 años:
| Airbus A320-200  | 7  | —  |  | Equipados con ROPS+                                                                          |  |  |
| Airbus A320-251N | 8  | 7  |  | Equipados con ROPS+                                                                          |  |  |
| Airbus A321neo   | —  | 6  |  |                                                                                              |  |  |
| Airbus A321LR    | —  | 3  |  |                                                                                              |  |  |
| Airbus A330-243  | 3  | —  |  |                                                                                              |  |  |
| Airbus A330-841N | 4  | 4  |  |                                                                                              |  |  |
| Airbus A350-800  | —  | 5  |  | ROPS+ y AP/FD TCAS son funcionalidades básicas en el A350. ROPS+ es más completo en el A350. |  |  |
| Boeing 777-369ER | 10 | —  |  |                                                                                              |  |  |
| Total            | 32 | 25 |  |                                                                                              |  |  |

El 18 de junio de 2007, ALAFCO confirmó la compra de 7 Airbus A320 y 12 Airbus A350 para su posterior alquiler a Kuwait Airways. No está muy claro el futuro de un supuesto pedido anterior de los nuevos Boeing 787. Hay noticias de que Kuwait Airways pretende comprar 27 nuevas aeronaves en un periodo de 10 o 15 años desde 2009. Además, la compañía también anunció que se haría con 2 Boeing 747-400 que Air India ya no quiere tras 12 años de servicio, además de otros 3 Airbus A310-300 de entre 18 y 20 años. De esa forma Air India se libra de todo el material obsoleto y recompone su flota con nuevos Boeing.